# Karel Stecker
Karel Stecker (* 22. Januar 1861 in Kosmonosy; † 13. März 1918 in Mladá Boleslav) war ein tschechischer Musiktheoretiker und -pädagoge, Organist und Komponist.

## Leben und Wirken
Karel Stecker absolvierte die Prager Orgelschule, die er 1882 mit dem Staatsexamen abschloss. Danach arbeitete er als Musik- und Gesangslehrer sowie als Organist und Chorleiter an der Kirche St. Voršila. Nach der Zusammenlegung der Orgelschule mit dem Prager Konservatorium 1890 wurde er Professor für Komposition, Musikgeschichte und Orgel am Konservatorium. Zu seinen Schülern hier zählten u. a. Vítězslav Novák, Jaroslav Křička, Karel Hoffmeister, Fran Lhotka und Otakar Berger. Er verfasste zahlreiche musikwissenschaftliche Schriften und Artikel, darunter die erste wissenschaftlich fundierte Musikgeschichte in tschechischer Sprache. Als Komponist schuf er mehrere Messen und Motetten, eine Orgelsonate, ein Streichquartett, Lieder und andere kleinere weltliche Werke.